# Pietroasa, Cetatea Albă
Pietroasa (în ucraineană Петрівка, transliterat: Petrivka) este un sat în comuna Cazaci din raionul Cetatea Albă, regiunea Odesa, Ucraina.

## Demografie
Componența lingvistică a comunei Pietroasa
     Ucraineană (91,95%)
     Rusă (3,88%)
     Română (3,78%)
     Alte limbi (0,2%)
Conform recensământului din 2001, majoritatea populației comunei Pietroasa era vorbitoare de ucraineană (91,95%), existând în minoritate și vorbitori de rusă (3,88%) și română (3,78%).